# هامورلو (آردانوچ)
هامورلو (به ترکی استانبولی: Hamurlu) یک منطقهٔ مسکونی در ترکیه است که در آردانوچ واقع شده‌است. هامورلو ۴۳ نفر جمعیت دارد.